# Зускі
Зускі (пол. Zuski) — село в Польщі, у гміні Цельондз Равського повіту Лодзинського воєводства.
Населення — 89 осіб (2011).
У 1975-1998 роках село належало до Скерневицького воєводства.

## Демографія
Демографічна структура станом на 31 березня 2011 року:
|          | Загалом | Допрацездатний вік | Працездатний вік | Постпрацездатний вік |
| -------- | ------- | ------------------ | ---------------- | -------------------- |
| Чоловіки | 44      | 14                 | 30               | 0                    |
| Жінки    | 45      | 13                 | 22               | 10                   |
| Разом    | 89      | 27                 | 52               | 10                   |